# Jean Moulin (F785)
Pour les articles homonymes, voir Moulin (homonymie) et Jean Moulin (homonymie).
Le Jean Moulin est un aviso de type A69 classe d'Estienne d'Orves de la Marine nationale. Son indicatif visuel était le F785.

## Service actif
D’abord basé à Brest, il est affecté à Nouméa entre 1986 et 1987. Il est ensuite réaffecté à Brest puis retiré du service le 14 mai 1999. Il est officiellement condamné en 1999, il a servi de 1999 à 2014 de brise-lames à Lanvéoc-Poulmic. En 2014, le Jean Moulin a quitté les lieux pour rejoindre le port de Brest et être préparé pour son démantèlement, début février 2015 il a rejoint le chantier de Gand, en Belgique, afin d'y être démantelé par le groupe franco-belge Galloo.